# 中川村 (三重県一志郡)
中川村（なかがわむら）は三重県一志郡にあった村。現在の松阪市嬉野町の北東部、中村川の下流域、近畿日本鉄道・伊勢中川駅の周辺にあたる。

## 地理
- 河川：中村川

## 歴史
- 1889年（明治22年）4月1日 - 町村制の施行により、小川村・野田村・黒田村・見永村・宮古村・天花寺村・平生村の区域をもって発足。
- 1955年（昭和30年）3月15日 - 中郷村・豊地村・豊田村・中原村および宇気郷村の一部（大字小原・上小川）と合併して嬉野町が発足。同日中川村廃止。

## 地域
教育
- 中川小学校

## 交通

### 鉄道路線
- 近畿日本鉄道
  - 名古屋線
  - 大阪線
  - 山田線
    - 伊勢中川駅

上記のほか、村域を日本国有鉄道の名松線が通過したが、駅は所在しなかった。